# ビジュアルスタイル
『ビジュアルスタイル』（Visualstyle）は、ビジュアルアーツが刊行するゲーム・アミューズメント情報誌である。

## 概要
2007年10月に創刊号が刊行、以降は隔月刊で刊行されている。
様々な分野のクリエーターが毎回ゲストに呼ばれる。ビジュアルアーツの広報誌ということもあり、一般の商業誌では普段紹介されない一面を垣間見ることができる。配布は特約店やイベント会場でおこなわれるほか、ビジュアルアーツのウェブサイトで公開される。
編集執筆を編集長とよばれるエグゼクティブクド公の中の人がひとりで行われている。編集長は、VA文庫の編集長も兼任し、リトルバスターズ!以降のKeyのマニュアルやパッケージなどを担当している。

## 主な特集記事
- Special Talk Session
  - 創刊号 - 折戸伸治 & Lia
  - 2008年1月号 - 麻枝准
  - 2008年3月号 - 折戸伸治
  - 2008年5月号、11月号 - 高瀬一矢
  - 2009年1月号 - 兎塚エイジ
  - 2009年3月号 - 茶太
  - 2009年5月号 - 丘野塔也
  - 2009年7月号 - 霜月はるか
  - 2009年9月号 - すずきけいこ
  - 2009年11月号 - 榊一郎
  - 2010年1月号 - 鈴田美夜子
  - 2010年3月号 - 八木沼悟志
  - 2010年5月号 - LiSA
  - 2010年8月号 - 岸誠二
  - 2010年9月号 - Larval Stage Planning
  - 2011年1月号 - 樋上いたる
  - 2011年4月号 - 喜多村英梨
  - 2011年7月号 - 花澤香菜
  - 2011年8月号 - KOTOKO & 鈴井ナルミ
  - 2011年11月号 - 魁 & 伊倉ナギサ
  - 2012年1月号 - 新島夕、麻枝准 & やなぎなぎ
- りあるる（みづきたけひとによる連載漫画）
- にゃつめきょうだい（日向ののかによる連載4コマ漫画）
- VISUAL JAMMING（ZENによる連載4コマ漫画）